# Nótaszerzők Erdélyben
Nótaszerzők Erdélyben  – újkori lírai dalok, lényegében népies műdalok alkotói. Dalaikban felfedezhetők az új stílusú népdal sajátos jegyei, így a dallamépítkezésben a hosszabb sorokat, a hangzatfelbontást, a félhangokkal való színezést, a szokatlan hangközöket utánozzák. A mi vidékünkről származó nótaszerzők közül Balázs Árpád, Fráter Lóránd és Fráter Béla gyakorolt erőteljesebb hatást a romániai magyar nóták fejlődésére. Terjesztésükben fontos szerepe volt a cigányzenészeknek, a népszínműveknek és az olcsó kottakiadás hozzájárulása is jelentős. Tágabb értelemben a nótát a könnyűzene egyik válfajának tekinthetjük.

## Nyomtatott nóta-kották és szövegek
1930-ban Szittya Horváth Lajos nótafüzetei váltottak ki heves vitát, négy évtizeddel később A Hét hasábjain bontakozott ki hosszabb lélegzetű párbeszéd a nótáról. A romániai magyar nóta képviselői az előadóművészekkel karöltve 1939-ben Kolozsvár székhellyel létrehozták a Nótaszerzők, Szövegírók és Előadóművészek Egyesületét.
A nyomtatásban megjelent nótairodalom gyakrabban említett szerzői városok szerint csoportosítva a következők:

### Arad
- Békefi Pál (Ha felszáll a titkos alkony. Serényi József szövegére, 1924)

### Brassó
- Ormai Poldi (Kiskertemből. 1920)

### Kolozsvár
- Platz János (Öt dal. 1924)
- Tárcza Bertalan (Tudom, hogy nem ír; Két magyar nóta. 1924)
- Turczinsky Kázmér (Muskátli virágok. 1926)
- Balogh Lajcsi (Pesti nóták. 1928)

### Lugos
- Szittya Horváth Lajos (Gondolj reám. Horváthné Somsay Erzsébet szövegére)
- Bánom, hogy megházasodtam
- Rózsás kertben jártam
- Sej! haj! harmatos a kukorica levele (1931)

### Marosvásárhely
- Dávid István Dalok
- Újabb dalok. Szabó Jenő verseire. (1924)
- Agyagási Károly (Erdélyi szomorú új dalok. 1927)
- Hat szomorú magyar népdal. (1928)
- Kiss Péter nótafüzetei (Három árva gyermek. 1934)
- Székely daloskönyv (1935, csak szövegeket tartalmaznak).

### Nagyvárad
- Krammer Ödön (Várlak, édes. 1920)
- Kálmán Andor (Ablakom, ablakom. é. n.)
- Lápossy Erzsébet

### Sepsiszentgyörgy
- Kelemenné Zathureczky Berta 79 műdala 12 füzetben

### Székelykeresztúr
- Szittya Horváth Lajos (101 székely népdal. 1931; Csűrdöngölők. 1942)

### Temesvár
- Kálmán Andor (Fehér akác. 1920; Nótáskönyve. 1922)
- Czeglédy Gyula (Ha kérdeznek majd felőlem. Kálmán Andor szövegére. 1922)
- Madaras Gábor (Székely nóták. 1922; Újabb magyar dalok. 1923)
- Erőss Béla (Legújabb magyar dalai. 1923)
- Kalmár Tibor (Kedvelt magyar dalai. 1923)
- Sas Náci (Két legújabb magyar nótája. 1923)
- Szirmay Károly (Kincses magyar nóták. 1924). Ugyanitt évszám nélkül: Ányos Laci (Nem ragyog a csillag szebben)
- Barna Károly (Szeress te mást!)
- Mayer Jenő (Hej, haj, Lina. Veres Kálmán szövegére)
- Reményi Béla (Nem jönnek vissza már az évek)
- Révész Róbert (Két eredeti magyar dal)
- Váradi Zoltán (Jó estét, lányok)
- Vitos Pálné Eredeti magyar nótái

### Zilah
- Kelemen Sándor (Karácsonyi csokor. 1924)